# Jan Pernak
Jan Pernak (ur. 11 marca 1906 w Aumetz, zm. w początku września 1939) – polski lekkoatleta reprezentujący barwy AZS Poznań, biegacz i sprinter.

## Życiorys
Z wykształcenia był ekonomistą. W latach 1926–1930 był najlepszym sprinterem w Wielkopolsce. Trzy razy był medalistą mistrzostw Polski w biegu na 200 m, 4 x 100 m i 4 x 400 m (1929). Zaginął w początku września 1939 w nieznanych okolicznościach.